# Klub hokeja na ledu Grič
Klub hokeja na ledu Grič je klub u hokeju na ledu iz Zagreba. Klupsko sjedište je na adresi Dalmatinska 5. Osnovan je 2002. Klupske boje su tamnoljubičasta i žuta.
Jedini je hrvatski ženski klub u hokeju na ledu, čime ujedno predstavljaju Hrvatsku, odnosno sve igračice su i igračice hrvatske ženske reprezentacije. Budući nemaju domaćih protivnica s kojima bi se natjecale za državne prvakinje, od 2003./04. Grič sudjeluje u ženskoj slovenskoj ligi.
Klub se povremeno natječe i u EWHL (Elite Women Hockey League ligi), u kojoj se natječju djevojčadi iz Austrije, Češke, Italije, Mađarske, Slovačke i Slovenije.
Klub je najveću pozornost skrenuo na sebe krajem 2007. U nedostatku medijske pozornosti i sponzora, klub se snalazio među ostalim i od prodaje klupskog kalendara za 2008., za čije su stranice pozirale Gričeve igračice, prvog takve vrste u Hrvatskoj.
Grič je sastavljen uglavnom od hrvatskih igračica, a trener je bio i naturalizirani Rus, Genadij Gorbačev, svojevremeni hrvatski reprezentativac.

## Klupski uspjesi
Kao hrv. reprezentacija:
- svjetske prvakinje u IV. jakosnoj skupini 2007., na natjecanju održanom u Rumunjskoj, pobijedivši u svim utakmicama (plasirale se u viši natjecateljski razred)[nedostaje izvor]